# Ngchesar Hamlet
Ngchesar Hamlet, ook kortweg Ngchesar genoemd, is een plaats aan de oostkust van Babeldaob, het hoofdeiland van de Micronesische republiek Palau. Het dorp is de hoofdplaats van de gelijknamige staat.
In het dorp is een traditionele oorlogskano te bezichtigen. 

Ngchesar Hamlet · Ngeraus · Ngerkesou · Ngerngesang · Ngersuul · Ngeruikl
Airai · Dongosaro · Hatohobei · Imeong · Kayangel · Kloulklubed · Koror · Melekeok · Mengellang · Mongami · Ngaramasch · Ngatpang Village · Ngchesar Hamlet · Ngercheluuk · Ulimang · Urdmang